# Blepharipoda liberata
Blepharipoda liberata is een tienpotigensoort uit de familie van de Blepharipodidae. De wetenschappelijke naam van de soort is voor het eerst geldig gepubliceerd in 1949 door Shen.